# Евгений Алдонин
Евгени Валеревич Алдонин е руски футболист, опорен халф. Роден е в Украйна, но е играл за националния отбор на Русия, за който има 29 мача. Притежава добро позициониране и удар.

## Клубна кариера
Алдонин започва кариерата си в дублиращия тим на Ротор Волгоград, когато е още на 16 години. След три сезона в дубъла става основна част и от първия отбор на Ротор. През август 2002 за първи път е повикан в националния отбор на Русия. Изиграва малко над 100 мача за клубния си тим, преди в началото на 2004 да премине в ЦСКА Москва. Там той се конкурира за титулярното място с Елвер Рахимич и Иржи Ярошик. Дебютира на 12 март 2004 срещу Торпедо-Металург. През лятото на 2004 играе на европейското първенство в Португалия, но Русия отпада още в груповата фаза. След напускането на Ярошик в посока Челси, Алдонин става един от най-важните играчи на ЦСКА. В средата на 2006 става капитан на Русия, но с лентата изиграва само няколко срещи, след което губи мястото си в състава.
През сезон 2009/10 класира ЦСКА Москва за 1/8 финал на Шампионската лига с победен гол срещу Бешикташ, вкаран в 95 минута. В средата на 2010 се контузва и отсъства почти до края на сезона. Първият му мач като титуляр след контузията е срещу Спарта Прага от Лига Европа. Започва сезон 2011/12 като титуляр, но с идването на Понтус Вернблум шансовете му за изява намаляват. През юли 2012 играчът не заминава с ЦСКА на лагер в Австрия и остава да тренира с младежкия отбор. Малко след това президентът Евгений Гинер обявява, че ще се раздели с Алдонин. През юли 2012 преминава в Мордовия под наем. Той изиграва 21 мача за Мордовия, но отборът изпада. В последния ден от летния трансферен прозорец Алдонин преминава във Волга.
От лятото на 2014 г. играе в любителския ЦДКА Москва.